# Zack Cozart
Zachary Warren Cozart (né le 12 août 1985 à Memphis, Tennessee, États-Unis) est un ancien joueur de troisième but de la Ligue majeure de baseball.

## Carrière

### Reds de Cincinnati
Zack Cozart est un choix de deuxième ronde des Reds de Cincinnati en 2007 alors qu'il évolue à l'Université du Mississippi.
Il fait ses débuts dans les majeures dans l'uniforme des Reds le 7 juillet 2011 et réussit dans ce premier match son premier coup sûr, face au lanceur Chris Narveson, des Brewers de Milwaukee. Il frappe 12 coups sûrs en 11 parties au cours d'un premier bref séjour dans les majeures. Deux de ces coups sûrs sont des circuits, dont son premier dans les grandes ligues le 17 juillet contre le lanceur Jaime Garcia des Cardinals de Saint-Louis.
Blessé le 10 juin 2015 en mettant le pied sur le premier but dans un match contre Philadelphie, il subit une opération au genou droit qui met fin à sa saison 2015.
En 2017, il établit de nouveau record personnel avec 24 circuits, 63 points produits (le même total qu'en 2013) et une moyenne au bâton de ,297 en 122 matchs joués, ce qui lui vaut sa première invitation au match des étoiles.

### Angels de Los Angeles
Le 15 décembre 2017, il signe un contrat de 38 millions de dollars pour 3 saisons chez les Angels de Los Angeles ; ceux-ci, alignant déjà sur le joueur d'arrêt-court étoile Andrelton Simmons, offre à Cozart le poste de joueur de troisième but.